# Timelines: Assault on America
Timelines: Assault on America là một game chiến lược thời gian thực lấy bối cảnh lịch sử thay thế thời Thế chiến II, được phát triển bởi studio 4Flash Interactive của Hungary. Trò chơi đã được phát hành lại cho SteamOS vào năm 2014. Được phát hành trên iOS và Android vào ngày 17 tháng 2 năm 2015.

## Cốt truyện
Ngày 20 tháng 7 năm 1942, Cục Tình báo Chiến lược (OSS) của Mỹ tận dụng thông tin được cung cấp cho họ bởi mạng lưới Kháng chiến ngầm chống lại Đệ Tam Đế chế. OSS bèn tung Chiến dịch ‘Wolf’s Head’ (Đầu Sói), nơi các tay súng giỏi ẩn náu trong một cuộc mít tin lớn nhằm tôn vinh Adolf Hitler ở Berlin, Đức, ám sát hắn ta ở đó. OSS cũng phá hoại nhiều máy bay chở các quan chức cấp cao của Đức Quốc xã. Sau đó, quyền kiểm soát của Đệ Tam Đế chế được chuyển sang các tướng lĩnh Đức Quốc xã khác nhau. Sau nhiều lần thẩm vấn các binh sĩ mạng lưới Kháng chiến, Đức Quốc xã tìm hiểu về Chiến dịch Wolf's Head. Đáp trả lại, Đức Quốc xã bèn từ bỏ kế hoạch bí mật xâm chiếm Liên Xô sang một bên, và thay vào đó ký một hiệp ước bất tương xâm với họ và mưu tinh với Đế quốc Nhật Bản nhằm tiến hành một cuộc xâm lược hai mặt nước Mỹ. Sau khi Đức xâm chiếm Cuba thành công, cũng như tăng cường dần lực lượng hải quân lớn ở Thái Bình Dương của Nhật, Phe Trục bắt đầu phát động cuộc xâm lược nước Mỹ.

## Lối chơi
Timelines: Assault on America có các nhiệm vụ theo phong cách chiến dịch thông thường và chức năng nhiều người chơi. Game còn có tính năng học hỏi trí tuệ nhân tạo, quốc tế hóa và bản địa hóa và khả năng tương thích đa nền tảng. Trò chơi được xây dựng trên engine đồ họa Horde3D và GLFW trên nền tảng máy tính để bàn.

## Đón nhận
Timelines: Assault on America thường nhận được sự chú ý của ngành công nghiệp, truyền thông và từ người tiêu dùng, Softpedia chấm cho game 6/10 điểm chỉ trích các vấn đề về phần điều khiển và các lỗi cơ học của thể loại RTS. ActionRadius đã cho trò chơi số điểm thấp do thiếu giao diện người dùng trực quan và thiếu chiều sâu chiến lược. WW2 Games HQ chấm cho game 7/10 điểm. Strategy First đã vận hành một số chương trình khuyến mãi cho trò chơi bao gồm nội dung bổ sung miễn phí.